# Geert Hammink
Geert Hammink (Didam, 7. srpnja 1969.) je bivši nizozemski košarkaš i nizozemski reprezentativac. Igrao je na mjestu centra. Visine je 213 cm. Igrao je američku sveučilišnu košarku na sveučilišnu momčad LSU Tigers. Poslije je igrao u NBA u Orlando Magicu, u CBA u Omaha Racersima, u NBA u Golden State Warriorsima, a poslije u Europi u solunskom Arisu, berlinskoj Albi, talijanskom Pallacanestro Cantù i drugim klubovima.

## Vanjske poveznice
- Lega Basket  Arhivirana inačica izvorne stranice od 9. veljače 2012. (Wayback Machine)